# Ciubanca
Ciubanca – wieś w Rumunii, w okręgu Kluż, w gminie Recea-Cristur. W 2011 roku liczyła 102 mieszkańców.